# 劉劭 (南朝宋)
劉 劭（りゅう しょう）は、南朝宋の皇帝。字は休遠。父の文帝を殺害して即位したが、3カ月で廃位・処刑された。
正史である『宋書』では元凶劭という名で列伝に記されて、正当な皇帝とみなされていない。このため、一般的には南朝宋の歴代皇帝に数えられていない。

## 人物
元嘉6年（429年）、6歳の時に文帝の皇太子に立てられる。元嘉30年（453年）、劉劭が呪詛を行ったとして、文帝は劉劭の廃立を検討するが、その動きを察知した劉劭は異母弟の劉濬とともに挙兵、夜間宮殿に侵入し、父の文帝を殺害した。その後、自ら皇帝に即位し、元嘉30年を太初と改元した。踰年改元を行わないことは当時の慣例に違う行為であった。
3カ月後、弟（文帝の三男）の武陵王劉駿（孝武帝）が将軍沈慶之の支援の下建康城内に侵入、劉劭は捕らえられ、後に処刑され、遺灰は長江に投げ捨てられた。

## 宗室

### 妻妾
- 皇后 殷氏（殷淳の娘）
- 王鸚鵡
- 他

いずれも劉駿に処刑された。

### 子女
- 男子：劉偉之、劉迪之、劉彬之
- 女子

いずれも劉駿に処刑された。

## 伝記資料
- 『宋書』巻99 列伝第59